# OpenMoko
OpenMoko是一个遵从FLOSS哲学、旨在建立一个开放的GSM制式智能手机平台的项目。它运行于Linux平台，使用ipkg包管理器。

## 软件

### 内核
Linux 2.6.17.14

### Userland
- X.Org Server 7.1
- Matchbox窗口管理器
- GTK+ 2.6.10
- Evolution数据服务

## 硬件

### Neo1973
第一款OpenMoko硬件将是由大眾電腦出品的Neo1973，提供给开发者的版本将于2007年3月11日发布，2007年9月11日将向公众正式发布，预定售价350美元。
Neo的名字来源于移动电话通讯的第一个年头。
|  | 我们选择“Neo1973”这个名字的原因是：“Neo”表示新式的，而“1973”正是馬丁·庫珀成功发出第一次的年份。 我们相信，开源的移动电话将再次引发一场世界范围的通讯革命，这将相当于一个新的1973年。 |

### Neo FreeRunner
第二款OpenMoko硬體是Neo FreeRunner，在2008 CES發佈，並於2008年7月4日量產上市。

## 外部連結
- OpenMoko*（页面存档备份，存于）
- 包含詳細硬體描述的WiKi頁面
- LinuxDevices.com網站上的評論
- OpenMoko聲明
- 詞解/OpenMoko名詞解釋：OpenMoko（繁體中文）
- 詞解/TuxPhone TuxPhone，與OpenMoko意味相近的開放原碼專案（繁體中文）